# Kakkalameli, Sindgi
Kakkalameli là một làng thuộc tehsil Sindgi, huyện Bijapur, bang Karnataka, Ấn Độ.